# Dioscorea coronata
Dioscorea coronata är en enhjärtbladig växtart som beskrevs av Lucien Leon Hauman. Dioscorea coronata ingår i släktet Dioscorea och familjen Dioscoreaceae. Inga underarter finns listade i Catalogue of Life.